# Japanische Süßigkeiten

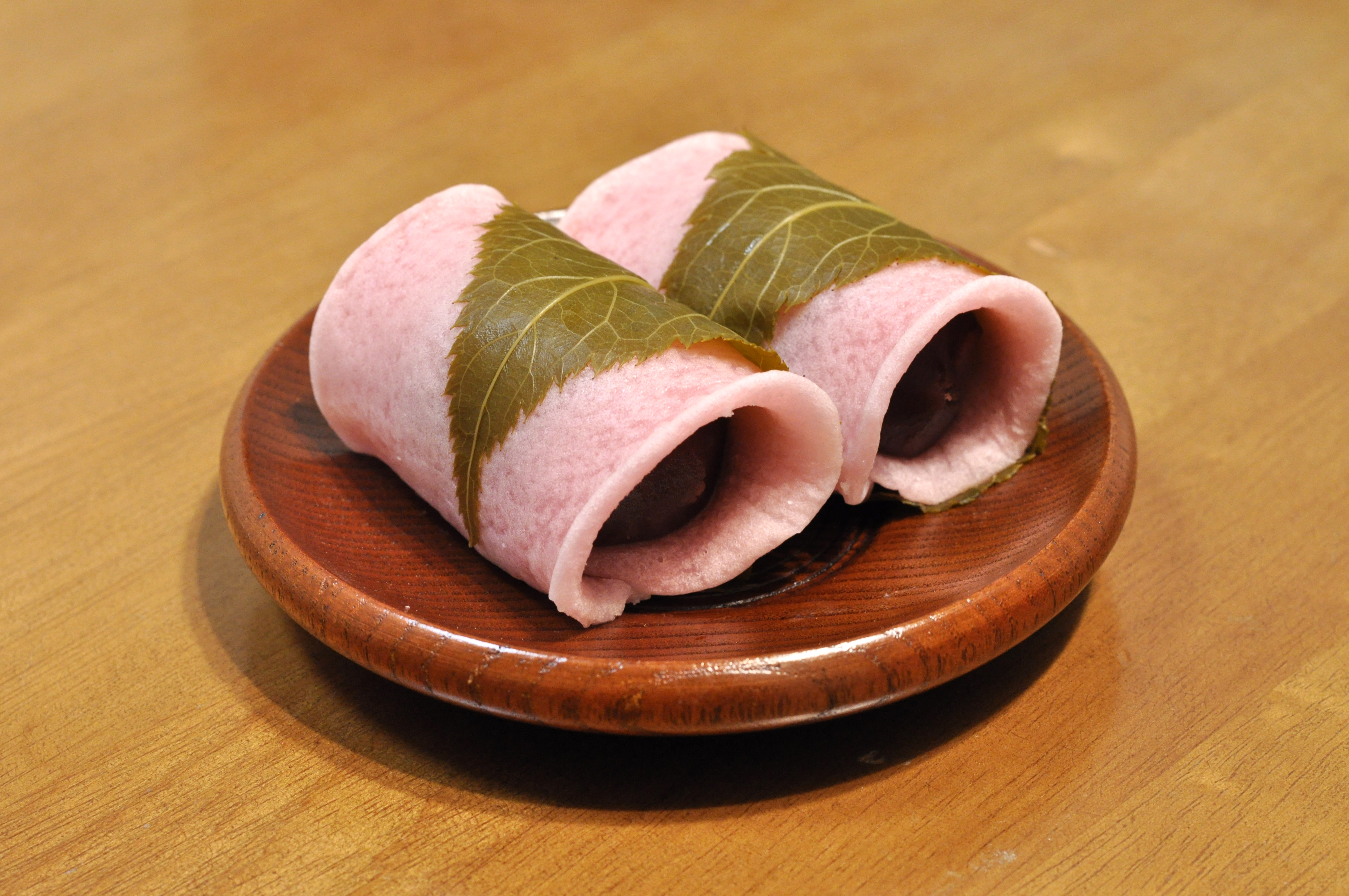
Sakuramochi

Traditionelle japanische Süßigkeiten (japanisch 和菓子 wagashi) werden aus rein pflanzlichen Rohstoffen hergestellt.
Zu diesen Süßigkeiten gehören zum Beispiel Senbei (Reiscracker) und Daifuku (Bällchen aus Mochi und Anko). Der Name der klassischen Wagashi ist in der Regel eine Naturschönheit oder ein Wort aus der klassischen Literatur.
Auch in der Teezeremonie werden Okashi (das O- ist ein Honorativpräfix) gereicht, denn der grüne Pulvertee (Matcha) schmeckt etwas bitter und die Süßigkeit dient als Ausgleich. Die Auswahl eines gut zur Jahreszeit passenden Wagashi zeigt das Bildungsniveau des Gastgebers.
Omogashi ist eine Sorte Süßigkeit für dicken Tee. Die Zubereitung geschieht meist mit roter Bohnenpaste (Anko), Zucker, Reismehl und Agar-Agar. Higashi (干菓子) ist für dünnen grünen Tee. Der bunt gefärbte Zuckerkuchen spiegelt in seiner Gestaltung die Jahreszeiten wider.
Westliche Süßigkeiten werden in Japan als Yōgashi (洋菓子) bezeichnet. Darunter fallen so unterschiedliche Dinge wie importierte Haribo-Tüten über Oreo-Kekse bis hin zur Sachertorte.

## Geschichte
Der Ursprung der Wagashi ist unklar. In einer Ausgrabung einer Siedlung aus der Jōmon-Zeit wurden verkohlte Überreste gefunden, die von gebackenen Keksen zu stammen scheinen.
Bevor im 16. Jahrhundert der Zucker eingeführt wurde, wurden Wagashi mit Mizuame, Suikazura oder frischen oder getrockneten Früchten gesüßt. Tagebücher und Aufzeichnungen aus dieser und früheren Zeiten berichten darüber, wie hoch man damals getrocknete Früchte wie Kaki oder Rosinen aus wildem Wein schätzte. Auch heute wird für die Süße von Wagashi die getrocknete Kaki als Vergleichsmaßstab herangezogen, den es zu erreichen gilt. Während der Epoche des Namban-Handels wurden durch Spanier und Portugiesen westliche Süßigkeiten (Nambangashi) wie Castella-Kuchen und Kompeitō-Zuckerkonfekt in Japan eingeführt, die heute ebenfalls als traditionelle japanische Süßigkeiten gelten.
In der Edo-Zeit wurde auf Okinawa zunehmend Zuckerrohr angebaut und sowohl brauner Zucker niedriger Qualität als auch hoch raffinierter weißer Zucker wurden verfügbar. Eine Zuckerart, Wasanbon, wurde in dieser Zeit vervollkommnet und wird heute noch ausschließlich für Wagashi verwendet. Wagashi waren ein beliebtes Geschenk unter Samurai, ähnlich wie man heute einen guten Wein verschenkt.

## Typen von Wagashi
- Akafuku Mochi
- Anmitsu
- Bado
- Castella
- Daifuku
- Dango
- Dorayaki
- Gionbō (祇園坊)
- Hanabiramochi
- Higashi
- Imagawayaki
- Karakudamono
- Kintsuba
- Kusamochi
- Kompeitō
- Manjū
- Matsunoyuki
- Mochi
- Monaka
- Namagashi
- Sakuramochi
- Shiruko
- Taiyaki
- Uiro
- Warabimochi
- Yakigashi
- Yōkan